# Истина (1912)
Вижте пояснителната страница за други значения на Истина.
„Истина“ с подзаглавие Граждански независим вестник е български вестник, издаван в Солун, Османската империя, от 26 февруари до 6 април 1912 година от дееца на ВМОРО Сребрен Поппетров.
Поппетров твърди, че представлява вижданията на „самостойците“, т.е. на онези, които са и против Екзархията, и против младотурците. Вестникът е създаден специално за предизборната кампания през 1912 година.
Вестникът е печатан в печатница Аквароне и в тази на К. Тенчов. Издава притурката позив. Излиза със средствата на българските търговци Тома Баялцалиев и Димитър Мирасчиев. Вестникът е създаден за предизборната кампания в 1912 г. и се оформя като един от трите български политически центрове. „Истина“ се противопоставя както на общата платформа на редакциите на „Искра“, „Вести“ и „Право“, така и на туркофилската група около Панчо Дорев и вестник „Светлина“.